# Тим Хауърд
Тимъти Матю Хауърд (на английски: Timothy Matthew "Tim" Howard), по-известен като Тим Хауърд, е бивш американски професионален футболист, вратар. Висок е 187 см. Тим Хауърд страда от Синдрома на Турет.

## Кариера
Хауърд започва своята професионална кариера в Норт Джърси Империалс през 1997 г. След това футболистът играе за Метро Старс, където бързо се налага. През 2001 става най-младият вратар на годината в САЩ. В началото на сезон 2003/04 е взет в Манчестър Юнайтед за заместник на Фабиен Бартез. През март 2004, след като допуска груба грешка в мач срещу Порто, коствала отпадането на Юнайтед от шампионската лига, Тим губи титулярното си място и пред него е предпочетен Рой Керъл. Скоро обаче американцът отново е титуляр и пази във финалът на Фа къп. Също така е избран в отбора на годината за 2003/04. Въпреки това, през сезон 2004/05 сър Алекс Фъргюсън отново налага Керъл, а Тим изиграва едва 12 срещи. В края на сезона е привлечен Едвин ван дер Саар и Хауърд остава дълбока резерва.
През май 2006 г. Евертън и Манчестър Юнайтед постигат споразумение, според което Хауърд ще играе през сезон 2006/2007 за „карамелите“ под наем.
На 14 февруари 2007 г. е съобщено, че сделката става перманентна и Хауърд ще остане на „Гудисън Парк“ до 30 юни 2013 г. Стойността на трансфера е около 3 милиона паунда.
Вратарят записва стотния си мач за Евертън на 8 ноември 2008 г. срещу Уест Хем. Хауърд поставя клубен рекорд за най-много „сухи мрежи“ в Премиършип през сезон 2008/2009.
На 5 януари 2012 вкарва първият гол в кариерата си. Той е срещу Болтън.

## Национален отбор
Тим дебютира за националния отбор на САЩ през 2002 г. Попада в състава за Световното първенство в Германия през 2006 г., но там е оставен на резервната скамейка за сметка на Кейси Келър. След отказването на Келър от националния отбор, Хауърд става неизменна част от отбора на САЩ, пази на Световните първенства през 2010 и 2014 г.